# Inoxtag
Inès Benazzouz, més conegut com a Inoxtag (Levallois-Perret, Hauts-de-Seine, 2 de febrer de 2002), és un youtuber francès, streamer i alpinista amateur.

## Biografia

### Joventut i estudis
Inès Benazzouz va néixer el 2 de febrer de 2002 a Levallois-Perret, en una família d'origen franco-algerià, de mare francesa de Normandia, nascuda a Caen, i pare d'origen algerià, nascut a Saint-Étienne. Va créixer a Orgeval, a Yvelines, a la regió de París i és fill únic. El seu pare dirigeix una empresa de xofer i la seva mare és infermera anestesista.
Va ser a l'escola primària que un "monitor" va tergiversar el seu nom en Inox.

Des de la secundària, que Inoxtag ja tenia un canal a Youtube i un caràcter determinat. La seva mare afirma: 
| « | fr Je l'ai appelé Inès, ce qui n'est pas courant pour un garçon, mais il n'a jamais eu de problème de moquerie. Il a un certain charisme qui lui permet d'imposer naturellement sa personnalité. | ca Jo li deia Inès, cosa que no és habitual per a un noi, però mai va tenir cap problema amb burles. Té un cert carisma que li permet imposar amb naturalitat la seva personalitat. | » |

El seu amic de la infància Jeremy explica que:
| « | fr avait des émeutes dans les couloirs quand il arrivait. C'était vraiment une star mais je ne m'en rendais pas compte à l'époque. | ca hi va haver aldarulls als passadissos quan va arribar. Realment era una estrella, però en aquell moment no me'n vaig adonar. | » |

Al 2020, al liceu, va obtenir el batxillerat científic amb honors i no va continuar amb els estudis per dedicar-se a la seva activitat de videògraf.

### Carrera

#### Debut: Minecraft i Fortnite (2015-2019)
Inès va començar la seva carrera a YouTube al 2015 a Minecraft i Epicube, es va donar a conèixer gràcies al videojoc Fortnite, i als nombrosos vídeos fets a duo amb el seu amic Michou. Forma part del col·lectiu "Team Croûton", i el 2019 va signar un contracte amb Webedia.

#### Espectacle: Game of Talents (2021)
Va ser convidat a l'emissió de Game of Talents de TF1 el 27 d'agost de 2021.

#### ZEvent (2021)
El 31 d'octubre de 2021, durant el ZEvent, va batre temporalment, amb més de 450.000 espectadors simultanis, el rècord d'espectadors en stream de parla francesa a Twitch, fins Squeezie. Aquest rècord temporal, realitzat mentre conversava amb la seva amiga mexicana Andrea Pedrero, va provocar polèmica durant l'acte per les seves declaracions masclistes i misògines. No obstant això, més tard es va disculpar públicament pels comentaris.

#### Paris-Roubaix i altres (2022)
Al 2022, el videògraf web va viatjar entre Paris i Roubaix en bicicleta amb Domingo. En arribar al Velòdrom de Roubaix els esperaven més d'un miler de persones.
A l'abril, va publicar un vídeo de descoberta de l'illa de la Reunió. Després va passar una setmana de supervivència solitària a l'illa de Khotas a Cambodja abans de trobar-se amb Andrea Pedrero a Mèxic.

#### Servidor de Minecraft: OneCube (2022)
El 18 de novembre de 2022, va organitzar una festa de llançament del seu servidor de Minecraft anomenada OneCube, que va inaugurar amb diversos videògrafs com Squeezie , Gotaga , Kameto i Etoiles. En aquesta ocasió, dóna la benvinguda a dos antics famosos youtubers de videojocs, Bob Lennon i TheFantasio974, sobrenomenats Bob i Fanta. A Twitter sorgiran diverses controvèrsies al voltant d'aquest últim, arran del seu comportament irrespectuós durant el directe.

#### Eleven All Stars (2022)
El 19 de novembre de 2022, va participar a Eleven All Stars, un partit de futbol entre creadors de contingut francesos i espanyols a l'estadi Jean-Bouin organitzat pel streamer AmineMaTue. Aquest esdeveniment va atreure un màxim de 1.155.060 espectadors, que al desembre de 2022 és el rècord francès.

#### Pel·lícula documental: Kaizen (2024)
A principis del 2023, tot i que no fa cap activitat física i no ha practicat mai l'alpinisme, anuncia en un vídeo que té com a objectiu escalar l'Everest l'any següent. Durant la seva preparació per escalar l'Everest, es compara amb un cíborg i invoca la "mentalitat shōnen", un gènere de manga adreçat a adolescents i joves. Analitzant aquest discurs i vinculant-lo a la transformació muscular d'Inoxtag, Le Monde el reconeix com «una manera d'Inoxtag de recordar-nos que l'èxit és qüestió de voluntat» i hi veu l'aspiració a ser un «autèntic guanyador».
El 6 d'abril de 2024, després d'un any de preparació, va començar la seva expedició. El 31 d'agost de 2024, anuncia l'estrena del documental Kaizen al setembre de 2024. La seva pel·lícula va atreure uns 340.000 espectadors als cinemes, dels quals 40.000 de l'estranger (Bèlgica , Quebec, Marroc, etc.). La seva pel·lícula, però, va despertar algunes crítiques a la premsa i a les xarxes socials.

#### Vida privada
Al 2022, va tenir una breu relació amb l'artista i influencer mexicana Andrea Pedrero.

## Polèmiques

### Sexisme
En octubre de 2021, Inoxtag va fer una sèrie de comentaris masclistes contra l'actriu mexicana Andrea Pedrero durant el ZEvent com "és la noia més fresca que he vist mai. […] Sóc jo qui l'aixecaré ”, “ Tinc la polla a tota velocitat ” i fent-la repetir, tot i que no sap francès, “ Inox té una gran polla ”. Aleshores, el streamer Ultia va demanar la interrupció de la seqüència i va denunciar el sexisme d'Inoxtag que es va declarar "empenedit" i que havia "comprès els seus errors". Des de llavors, Ultia ha estat assetjada i amenaçada de violació; al cap d'un any, va presentar una denúncia contra els internautes que la van assetjar. Al contrari, l'actriu en qüestió defensa Inoxtag i declara "Vaig intentar dir que no era greu, que a Mèxic fem aquest tipus de broma".

### Consumisme

#### Everest
Inoxtag afirma que el seu documental denuncia les conseqüències del consumisme i el turisme de masses (contaminació, explotació de xerpes...) i també pretén conscienciar el públic jove sobre aquests temes. Vol denunciar que el “negoci de l'Everest” s'associa cada any a reptes ambientals i accidents. El projecte d'Inoxtag, però, ha estat descrit per l'alpinista Marc Batard com un exemple de la creixent comercialització de l'Everest. L'alpinista Pascal Tournaire (que va pujar l'Everest l'any 1990) nota una contradicció en el tema de la pel·lícula, que d'una banda denuncia la massificació d'aquesta muntanya i, de l'altra, hi participa buscant interessar un públic ampli a aquesta tipus d'actuació. Segons un article de Libération, alguns creuen que l'Everest no necessita nous intents d'ascens per part de celebritats, argumentant que el respecte al cim també podria implicar optar per no anar-hi. Diversos crítics deploren l'absència de menció del canvi climàtic i el seu impacte sobre les glaceres, o de la gran petjada de carboni d'un viatge d'aquest tipus.

## Filmografia

### Curtmetratge
- 2021: CUBE de Basile M: ell mateix[48] (actor, guionista i productor)

### Clips de vídeo
- 2019: Jusqu’au bout de Solary (amb Chap, Taipouz i Narkuss)
- 2021: Sapapaya de L’Algérino (amb SCH i Jul )
- 2021: Houseparty de L.E.O (amb Shabs)
- 2022: Hilton de Ry78
- 2022: Inox Birthday de Dinor Rdt

### Programes de televisió
- 2021: Les Douze Coups de midi, a TF1
- 2021: Game of Talents , a TF1[11]
- 2021: Touche pas à mon poste!, al C8[49]
- 2024: Le 1945 , a la M6
- 2024: Clique, a Canal+
- 2024: Quotidien, a TMC

### Sèrie
- 2022: Celebrity hunted, a Prime Video: Candidats

### Pel·lícula
- 2024: Kaizen, de Basile Monnot

## Discografia

### Singles
- 2019: MILI MILI
- 2020: Funkinox (feat. Kazzey)
- 2021: Barillo (feat. Vertugo, Manny i Zack)
- 2021: Pas b'soin d'toi (feat. La Sirène)
- 2022: J'la connais, j'parle pas japonais
- 2022: Dans la zone

### Aparicions
- 2020: Michou - Rockstar (a l'àlbum Ma Life de Michou )
- 2020: Babakam, amb Michou, Inoxtag i Kodor - Ma commu
- 2021: LeBouseuh amb Inoxtag i Felckin - Prince